# Accidente
Accidente és un grup de punk rock format a Madrid el 2010 conegut per les seves lletres reflexives i elaborades, el compromís polític i l'ideari llibertari basat en l'autogestió i el suport mutu.

## Discografia
- S/T (2011)[4]
- Amistad y rebelión (2014)[5]
- Accidente / Duelo (compartit, 2015)
- Pulso (2016)[6]
- Caníbal (2020)[7]
- Accidente / Nightwatchers (compartit, 2024)[8]